# Суньу
Суньу́ (кит. упр. 孙吴, пиньинь Sūnwú) — уезд городского округа Хэйхэ провинции Хэйлунцзян (КНР).

## История
После Синьхайской революции эти земли вошли в состав уезда Айгунь.
В 1932 году в Маньчжурии японцами было создано марионеточное государство Маньчжоу-го. В 1938 году из уезда Айгунь был выделен уезд Суньу, вошедший в состав провинции Хэйхэ.
По окончании Второй мировой войны правительство Китайской республики осуществило административно-территориальный передел Северо-Востока, и в январе 1946 года провинции Хэйхэ и Бэйань были объединены в провинцию Хэйлунцзян.
В 1983 году был образован городской округ Хэйхэ, и уезд Суньу вошёл в его состав.

## Административное деление
Уезд Суньу делится на 2 посёлка, 8 волостей и 1 национальную волость.
| №  | Название    | Название (кит.) | Статус      | Население чел. (2010) | На карте                         |
| -- | ----------- | --------------- | ----------- | --------------------- | -------------------------------- |
| 1  | Суньу       | 孙吴镇          | поселок     | 10239                 | 49°25′17″ с. ш. 127°19′06″ в. д. |
| 2  | Сисин       | 西兴乡          | волость     | 7654                  | 49°24′53″ с. ш. 127°16′36″ в. д. |
| 3  | Яньцзян     | 沿江满族乡      | нац.волость | 7288                  | 49°34′15″ с. ш. 127°47′22″ в. д. |
| 4  | Яотунь      | 腰屯乡          | волость     | 6709                  | 49°26′10″ с. ш. 127°29′43″ в. д. |
| 5  | Чжэнъяншань | 正阳山乡        | волость     | 5350                  | 49°14′37″ с. ш. 126°59′16″ в. д. |
| 6  | Фэньдоу     | 奋斗乡          | волость     | 4253                  | 49°06′30″ с. ш. 127°30′37″ в. д. |
| 7  | Чэньцин     | 辰清镇          | поселок     | 4250                  | 49°08′33″ с. ш. 127°14′02″ в. д. |
| 8  | Вонюхэ      | 卧牛河乡        | волость     | 3053                  | 49°33′19″ с. ш. 127°08′15″ в. д. |
| 9  | Цюньшань    | 群山乡          | волость     | 3027                  | 49°12′42″ с. ш. 127°34′58″ в. д. |
| 10 | Хунци       | 红旗乡          | волость     | 2628                  | 49°03′43″ с. ш. 127°09′58″ в. д. |
| 11 | Цинси       | 清溪乡          | волость     | 2469                  | 49°19′44″ с. ш. 127°08′06″ в. д. |

## Соседние административные единицы
На северо-востоке уезд Суньу граничит с Российской Федерацией, с остальных сторон — со следующими административными единицами КНР:
- район Айхуэй — на севере
- уезд Нэньцзян — на западе
- городской уезд Удаляньчи — на юго-западе
- уезд Сюнькэ — на юго-востоке